# 泉田道路
泉田道路（いずみたどうろ）は、山形県新庄市十日町から同市昭和に至る延長約8.2 km（キロメートル）の高速道路（国道13号の自動車専用道路）である。2011年（平成23年）11月10日、国土交通省は自治体に対し2012年度（平成24年度）から整備に着手すると通知した。
東北中央自動車道（国土開発幹線自動車道）に並行する一般国道の自動車専用道路として整備され、新庄市民にルート案を提示し、泉田駅付近を通り昭和に至る計画が決定。2022年（令和4年）11月20日に開通。
高速道路ナンバリングによる路線番号は「E13」が割り振られている。

## 概要
- 起点 : 山形県新庄市十日町（新庄北道路終点）
- 終点 : 山形県新庄市昭和（新庄金山道路起点）
- 全長 : 約8.2 km
- 道路種別 : 自動車専用道路（高速自動車国道に並行する一般国道の自動車専用道路）[4]
- 計画速度 : 80 km/h[4]
- 車線数 : 完成2車線[4]

## インターチェンジなど
- 全区間山形県内に所在。

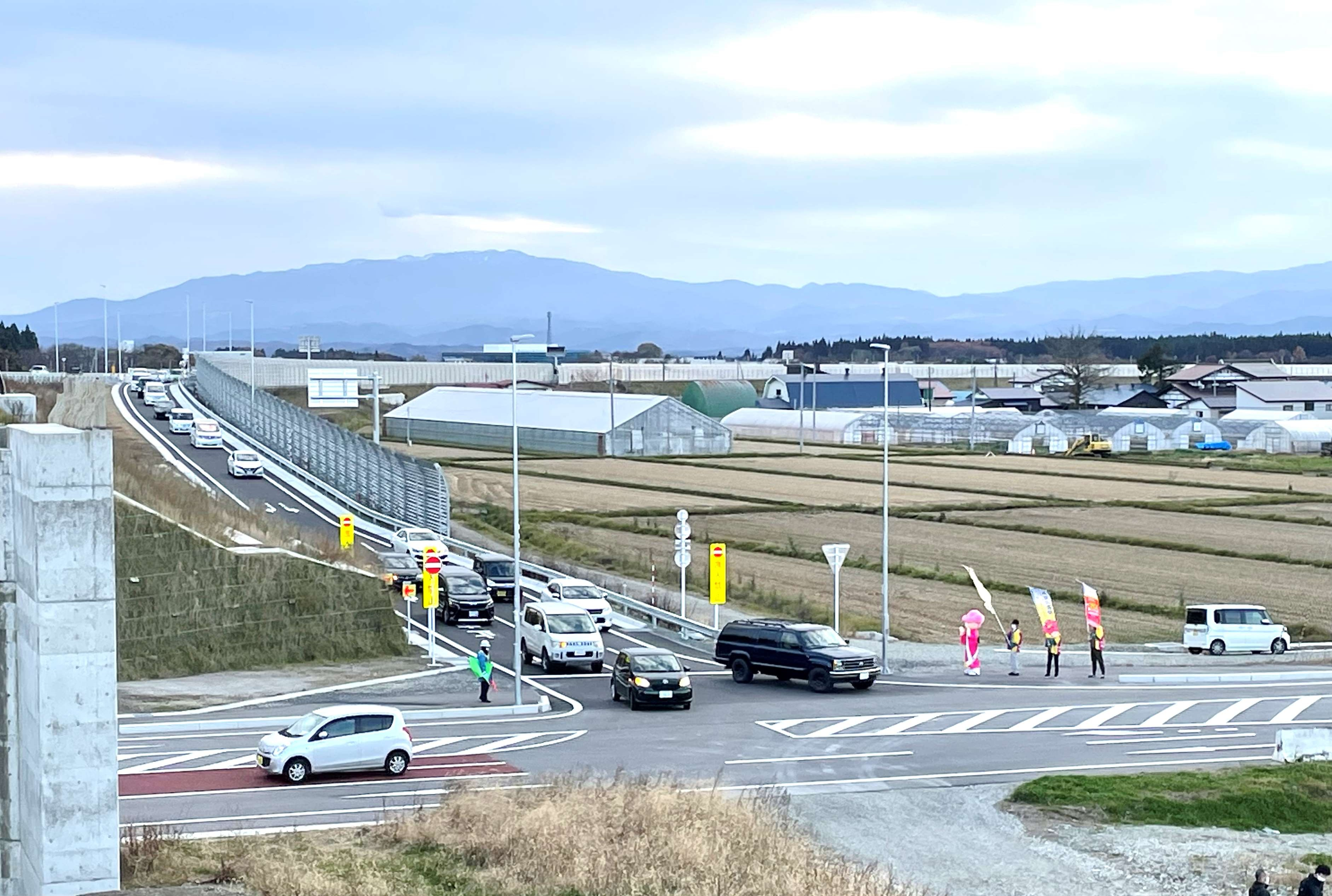
供用直後の新庄真室川IC

- IC番号欄の背景色が■である区間は既開通区間に存在する。
施設欄の背景色が■である区間は未開通区間または未供用施設に該当する。

| IC 番号                    | 施設名       | 接続路線名            | 相馬 から (km) | 備考 | 所在地 | 所在地 |
| -------------------------- | ------------ | --------------------- | -------------- | ---- | ------ | ------ |
| E13 新庄北道路             |              |                       |                |      |        |        |
| 28                         | 新庄鮭川IC   | 県道308号曲川新庄線   | 193.0          |      | 山形県 | 新庄市 |
|                            | 新庄真室川IC | 県道319号赤坂真室川線 | 201.2          |      | 山形県 | 新庄市 |
| E13 新庄金山道路（事業中） |              |                       |                |      |        |        |

## 沿革

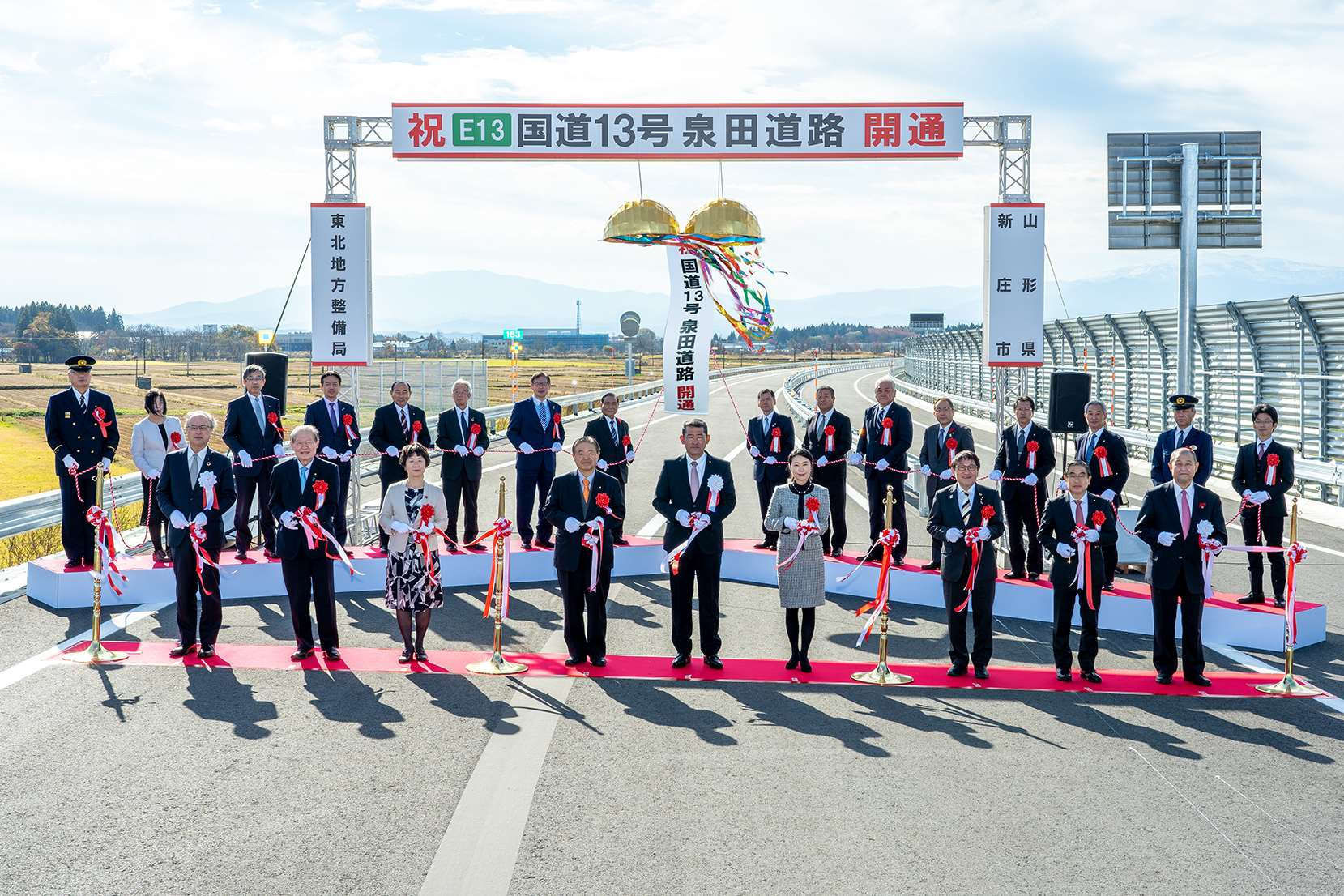
泉田道路の開通式

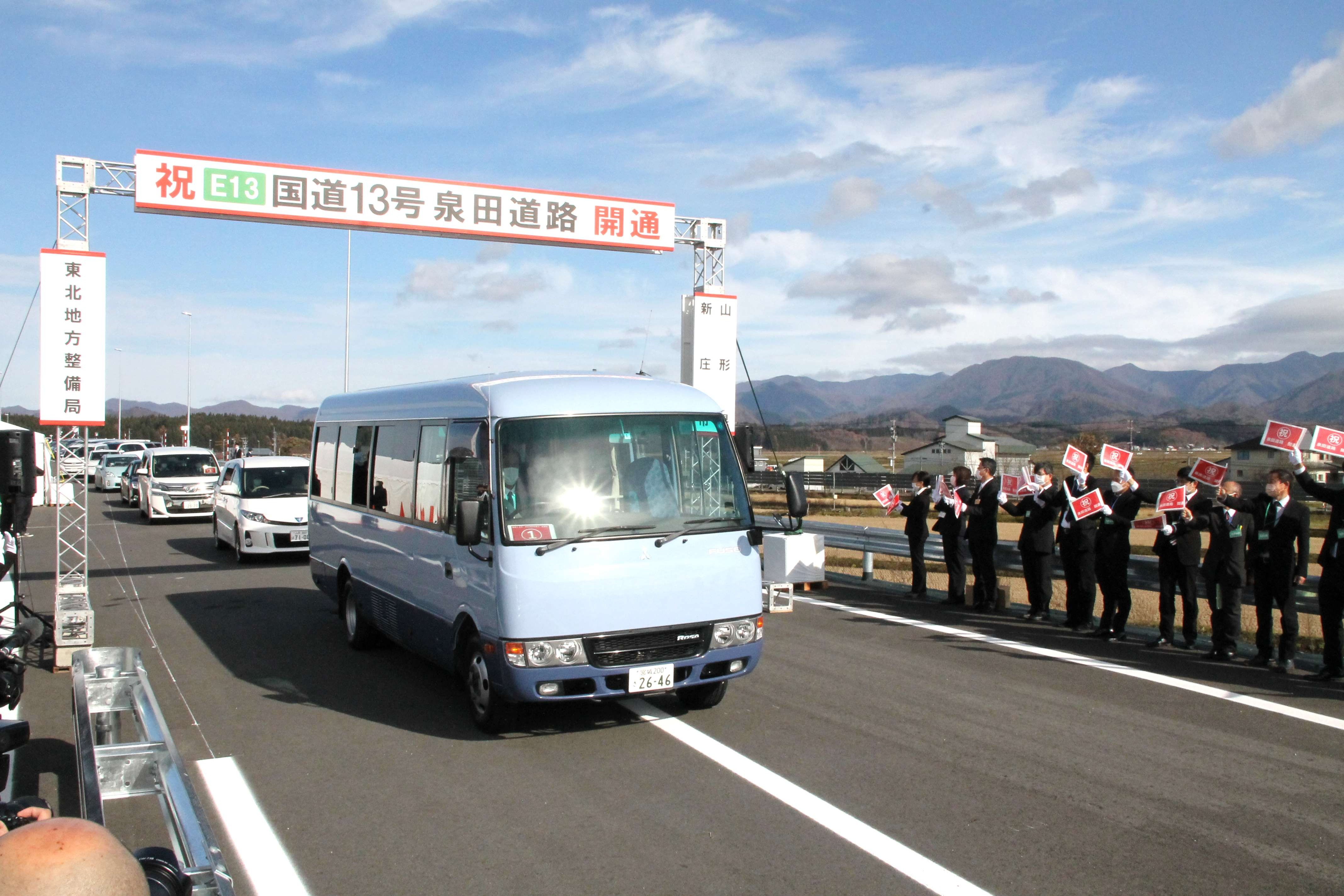
泉田道路の通り初め

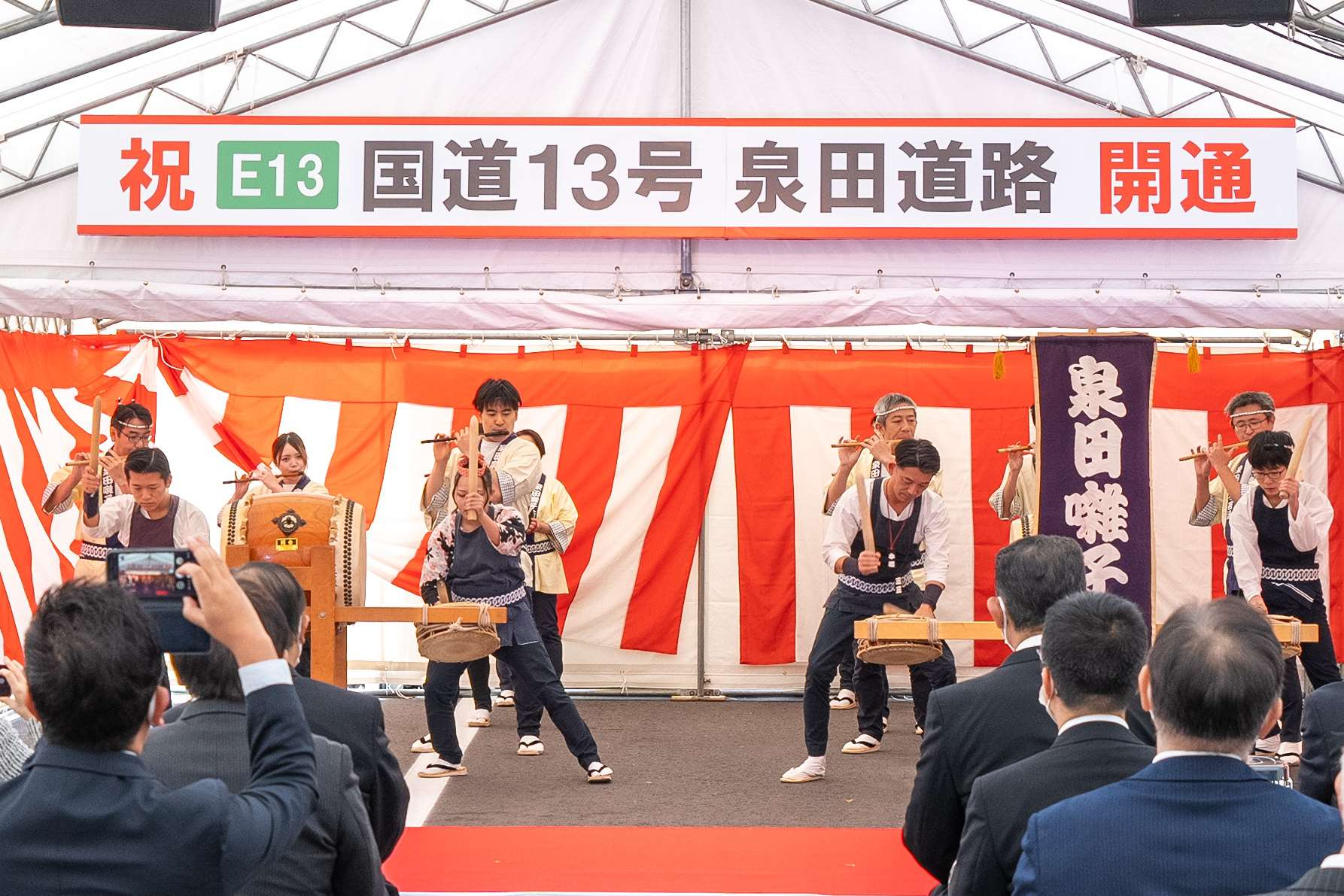
泉田道路開通式にて披露された新庄囃子

- 2005年（平成17年）: 事業化に向け建設ルートについて沿線住民へのアンケート実施。アンケートに当たって、2ルートの案を提示。
  - JR東日本泉田駅付近を通って泉田ICへ向かうA案と、国道13号泉田交差点付近を通って、国道13号に並行して泉田ICへ向かうB案が提示され、住民アンケートの結果などからA案が選定された[5]。
- 2012年（平成24年）：事業着手[6]。
- 2014年（平成26年）9月 : 工事着手[7]。
- 2022年（令和4年）
  - 10月20日 : 仮称であった新庄北IC、昭和ICの名称がそれぞれ新庄鮭川IC、新庄真室川ICに決定する[2]。
  - 11月20日 : 開通[2]。